# Гонбад-е-Кабус
Гомбад-е Кабус, Гомбад-е Кавус (перс. گنبدقابوس) — місто у іранській провінції Голестан.
Населення міста — 144 546 мешканців (2011).
Місто відоме за історичною 55-метровою цегляною вежею. Вежа була побудована у 1006 році, як гробниця султана з династії Зіяридів, що правили у прикаспійському Ірані.
Тут також розташований Горганський захисний мур, довжиною 155 км

## Клімат
Місто знаходиться у зоні, котра характеризується кліматом тропічних степів. Найтепліший місяць — липень із середньою температурою 30.4 °C (86.7 °F). Найхолодніший місяць — січень, із середньою температурою 6.1 °С (43 °F).
| Клімат Ґонбад-е-Кабуса  | Клімат Ґонбад-е-Кабуса | Клімат Ґонбад-е-Кабуса | Клімат Ґонбад-е-Кабуса | Клімат Ґонбад-е-Кабуса | Клімат Ґонбад-е-Кабуса | Клімат Ґонбад-е-Кабуса | Клімат Ґонбад-е-Кабуса | Клімат Ґонбад-е-Кабуса | Клімат Ґонбад-е-Кабуса | Клімат Ґонбад-е-Кабуса | Клімат Ґонбад-е-Кабуса | Клімат Ґонбад-е-Кабуса | Клімат Ґонбад-е-Кабуса |
| Показник                | Січ.                   | Лют.                   | Бер.                   | Квіт.                  | Трав.                  | Черв.                  | Лип.                   | Серп.                  | Вер.                   | Жовт.                  | Лист.                  | Груд.                  | Рік                    |
| Середній максимум, °C   | 9,3                    | 11,3                   | 16,4                   | 23,2                   | 28,7                   | 33,1                   | 35,2                   | 34,6                   | 31,2                   | 24,7                   | 18,2                   | 11,8                   | 23,1                   |
| Середня температура, °C | 6,1                    | 7,6                    | 11,9                   | 18,1                   | 23,6                   | 28,2                   | 30,4                   | 29,6                   | 25,9                   | 19,2                   | 13,5                   | 8,6                    | 18,6                   |
| Середній мінімум, °C    | −0,3                   | 1                      | 5,5                    | 11,1                   | 16,3                   | 20,8                   | 24,1                   | 22,9                   | 18                     | 11,4                   | 8,7                    | 2,1                    | 11,8                   |
| Норма опадів, мм        | 22.9                   | 22.3                   | 30.4                   | 20.7                   | 15.5                   | 3.7                    | 2.6                    | 3.6                    | 6.6                    | 13.8                   | 18.4                   | 22.4                   | 182.9                  |
| Днів з опадами          | 6,8                    | 6,8                    | 7,3                    | 6,1                    | 4,9                    | 2,2                    | 1,3                    | 1,3                    | 1,7                    | 4,1                    | 4,8                    | 6,8                    | 54,1                   |
| Вологість повітря, %    | 74.3                   | 70.5                   | 66.7                   | 61.4                   | 55.7                   | 50.8                   | 53.5                   | 54.3                   | 54.6                   | 57.9                   | 66.8                   | 74.9                   | 61.8                   |
| ----------------------- | ---------------------- | ---------------------- | ---------------------- | ---------------------- | ---------------------- | ---------------------- | ---------------------- | ---------------------- | ---------------------- | ---------------------- | ---------------------- | ---------------------- | ---------------------- |
| Джерело: Weatherbase    |                        |                        |                        |                        |                        |                        |                        |                        |                        |                        |                        |                        |                        |